# Constantin Rădulescu
Constantin Rădulescu (Cluj, 5 d'octubre de 1896 - 31 de desembre de 1981) va ser un futbolista romanès de la dècada de 1920 i posteriorment entrenador.
Va jugar a l'Olympia București i a l'Unirea Tricolor București fins al 1923, any en què va passar a fer d'àrbitre. També va destacar com a entrenador i va dirigir la selecció romanesa en diverses etapes, durant les quals va disputar els Mundials de 1930, 1934 i 1938.
Rădulescu va competir en bobsleigh en els Jocs Olímpics de 1936 a Garmisch-Partenkirchen, en què va quedar quinzè en la modalitat de dos homes i no va acabar la prova en la de quatre.